# Arbegona
Arbegona är ett distrikt i Etiopien.   Det ligger i regionen Sidama, i den södra delen av landet, 260 km söder om huvudstaden Addis Abeba.